# Douglas C-54

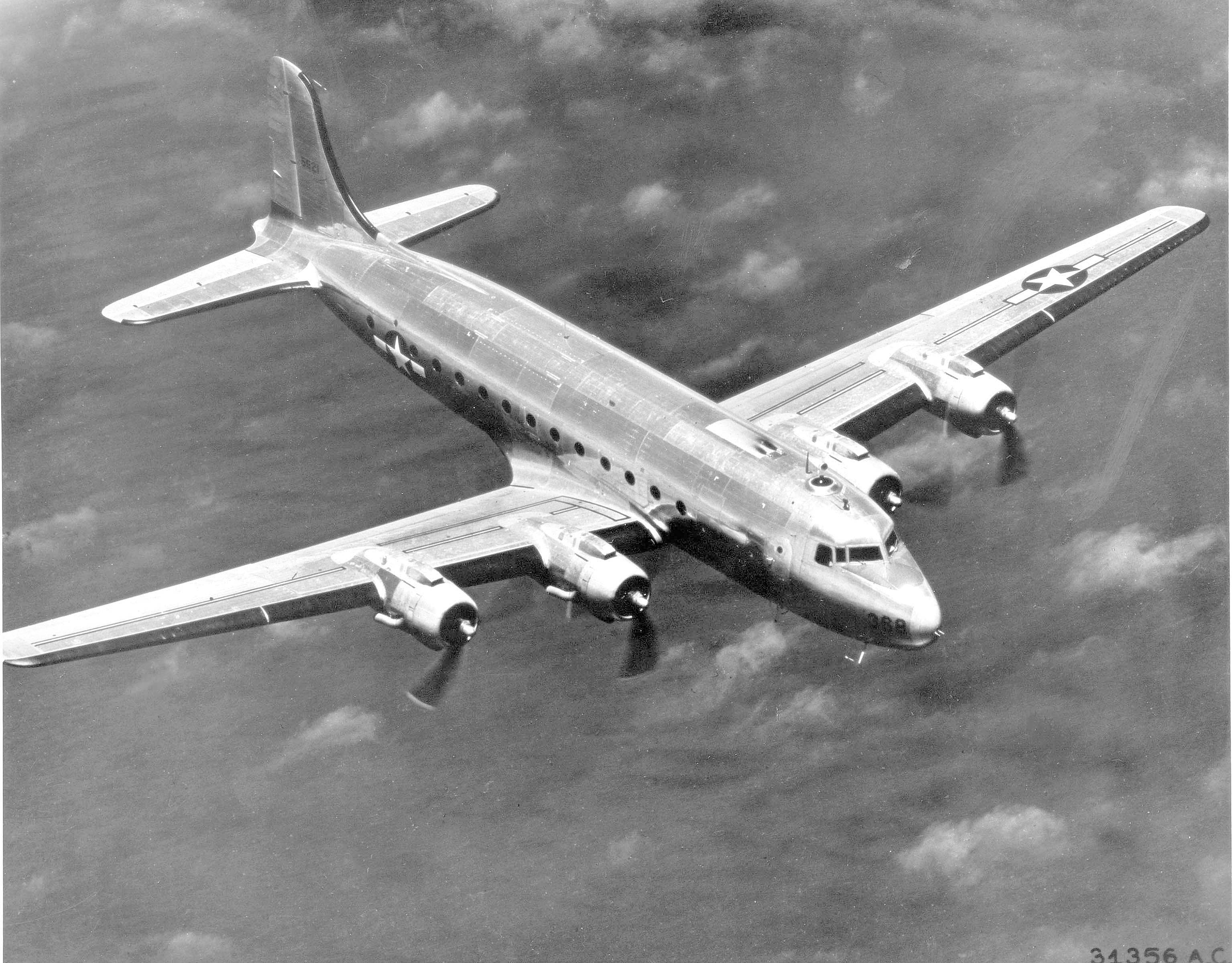
Douglas C-54 im Flug

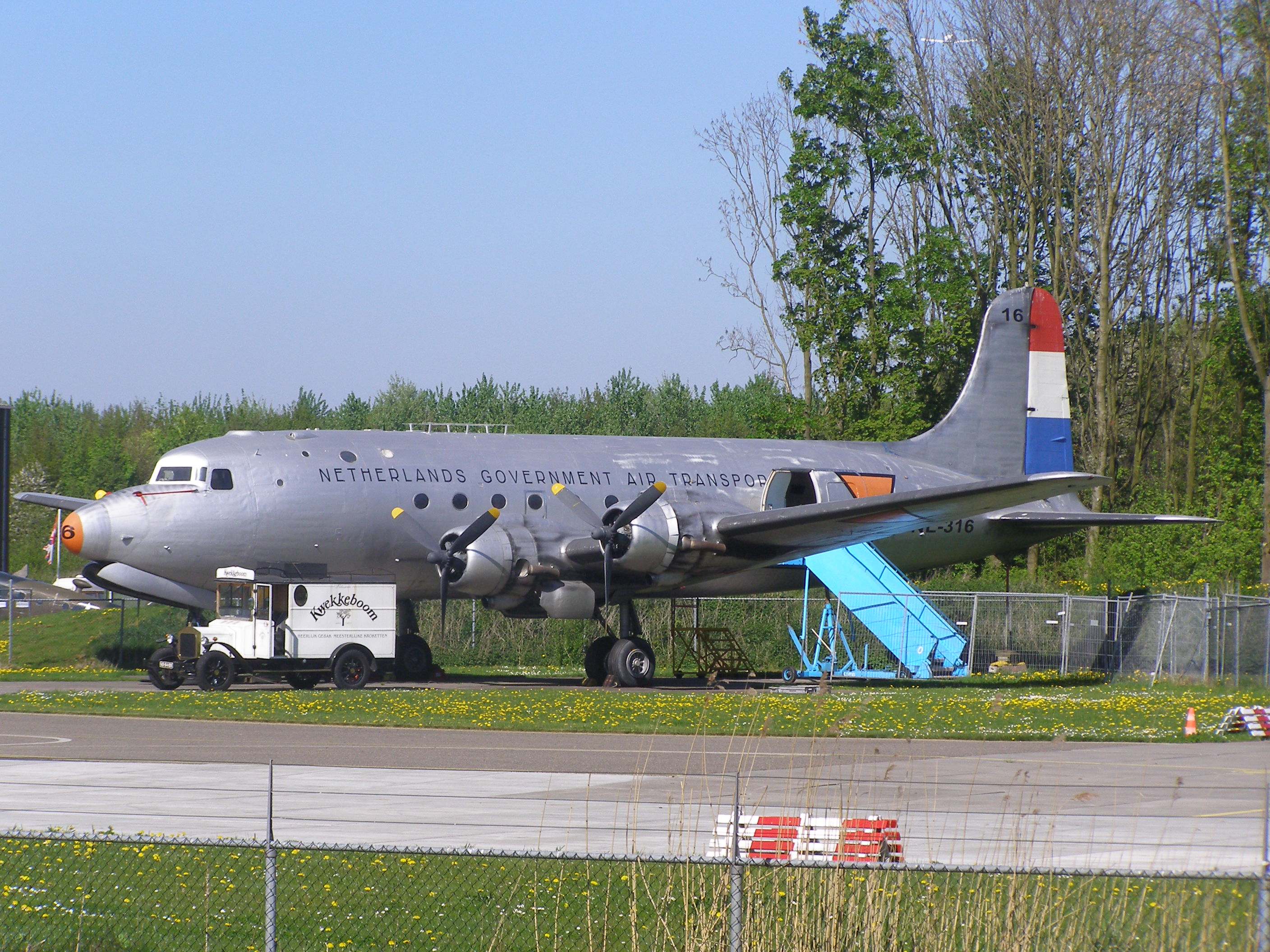
Douglas C-54A

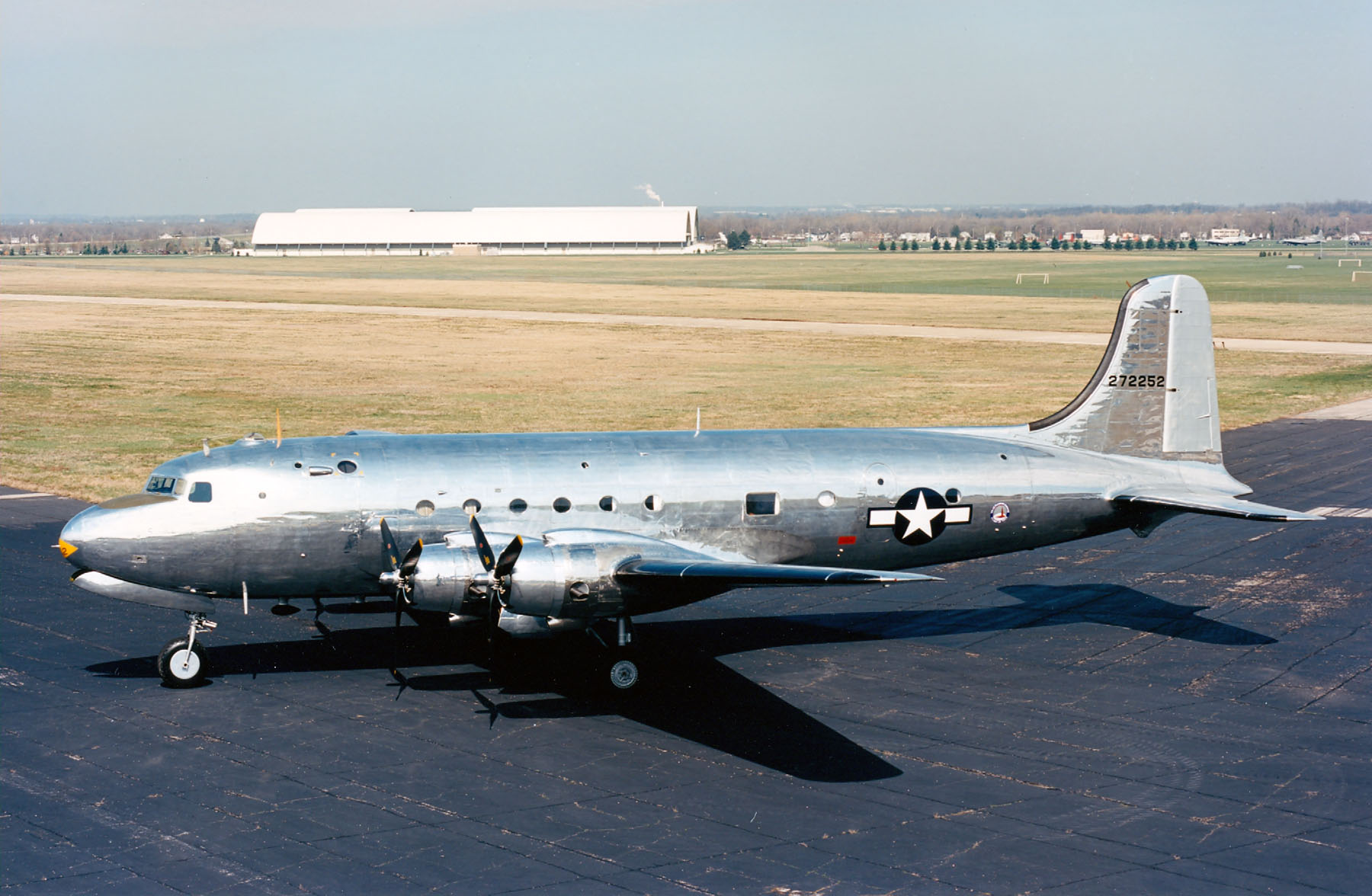
Douglas VC-54C Sacred Cow, die Air Force One

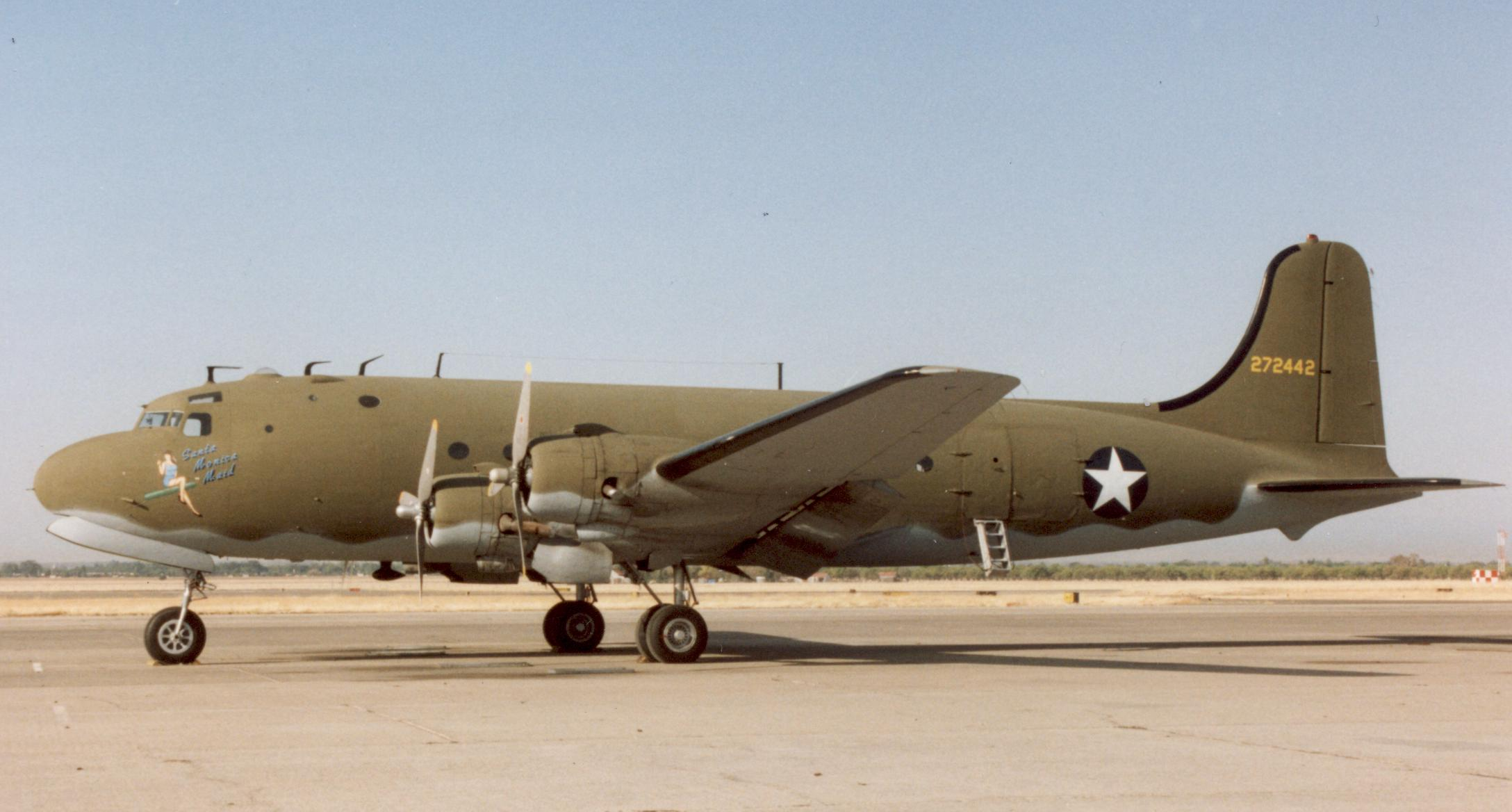
Douglas C-54D

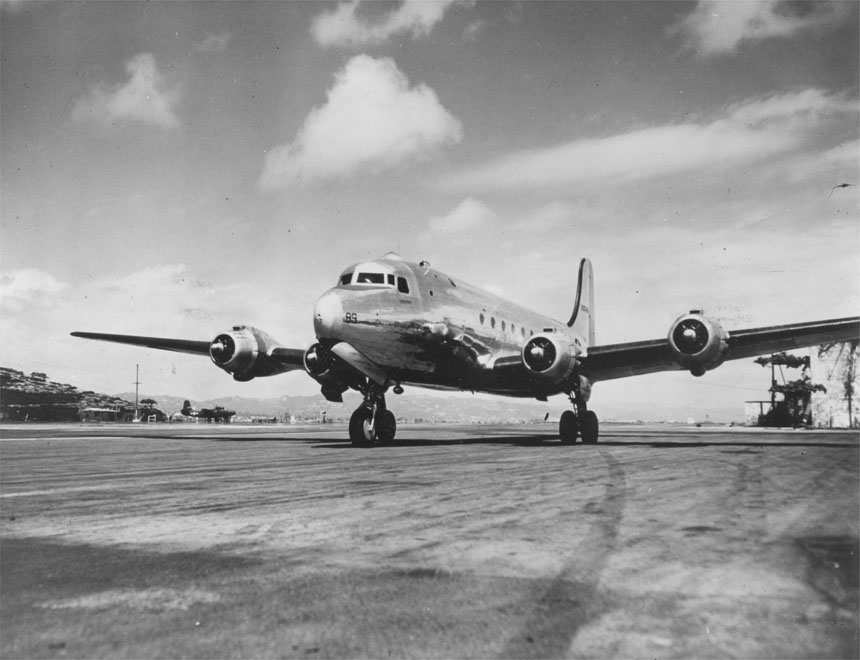
Douglas C-54E

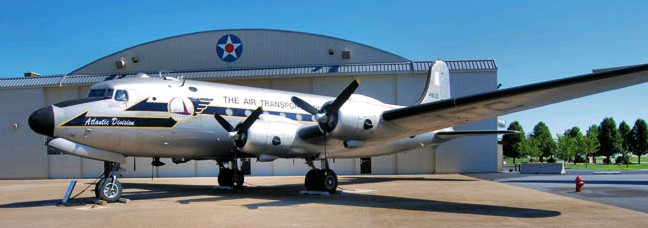
Douglas C-54M

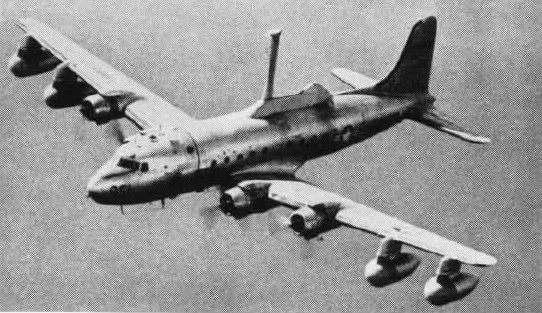
Douglas R5D2-2

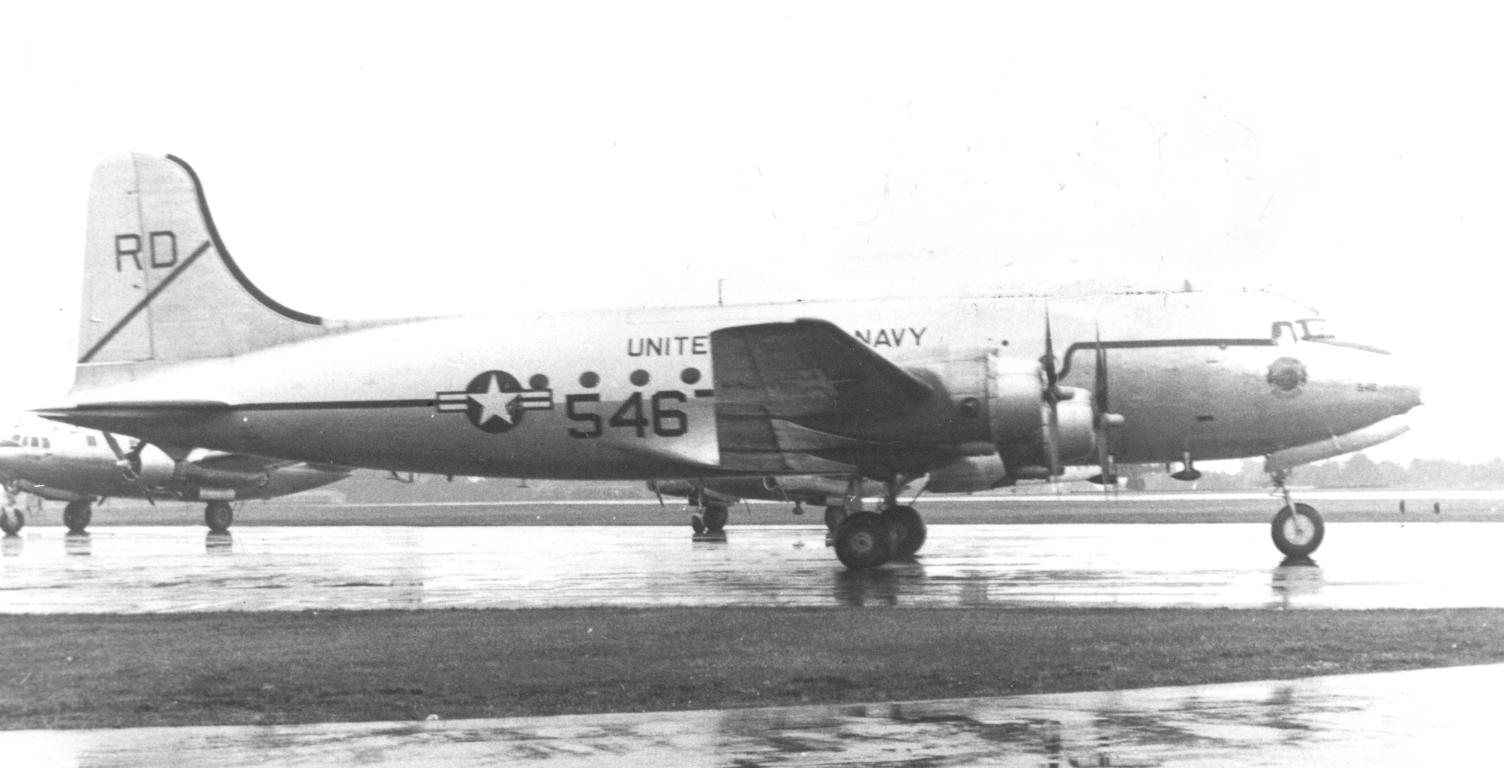
Douglas R5D-3

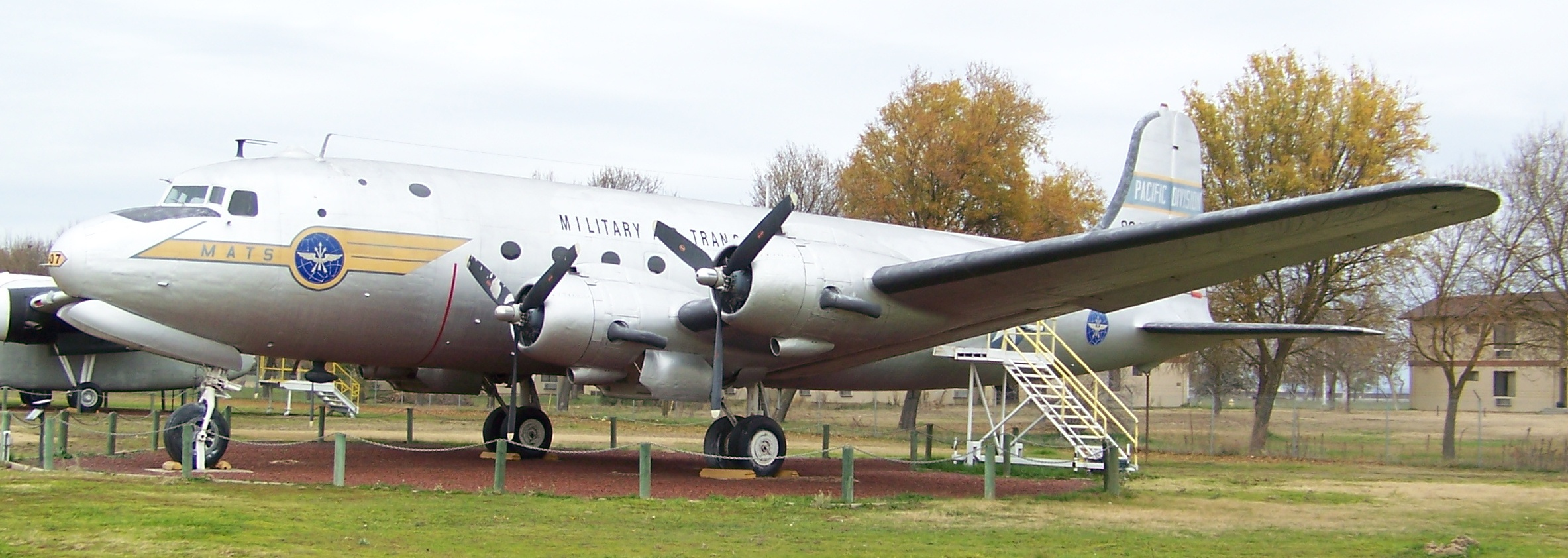
Douglas R5D-4

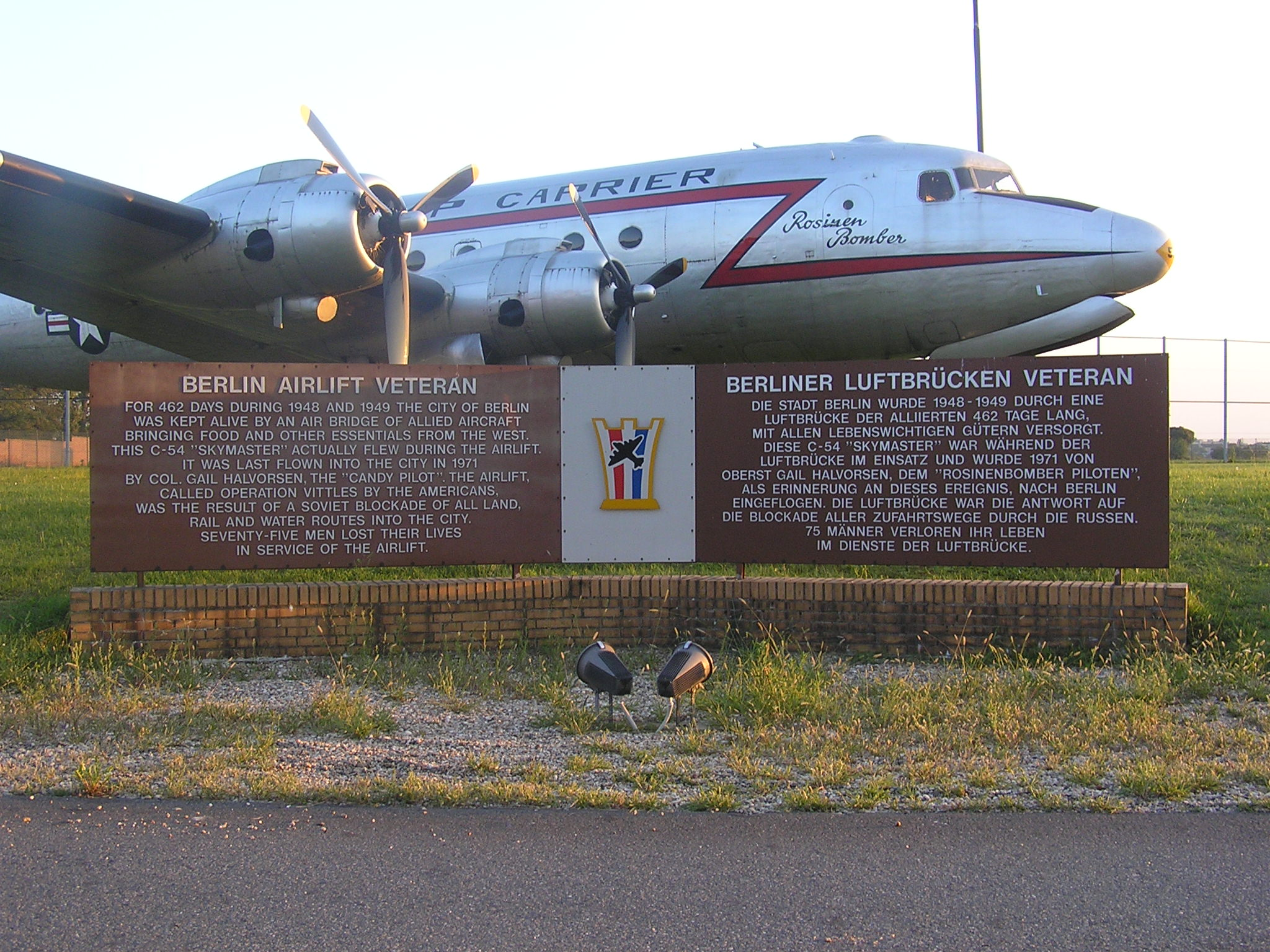
Douglas C-54, Ex-Rosinenbomber

Die Douglas C-54 Skymaster war die von 1942 bis 1945 produzierte militärische Version der von der Douglas Aircraft Company gebauten kommerziellen Douglas DC-4. Sie hatte vier Kolbenmotoren und war für den Transport von bis zu 49 Passagieren auf Langstrecken konzipiert.
Wie die DC-4 hat auch die C-54 keine Druckkabine. Besonders bekannt wurde sie durch ihren Einsatz bei der Berliner Luftbrücke (Rosinenbomber).

## Varianten
Die C-54 Skymaster wurde in zahlreichen Varianten produziert sowie in andere umgebaut:
C-54
erste militärische Variante, die aus der DC-4 entwickelt wurde; Höchstabfluggewicht 29.873 kg, 24 gebaut
C-54A
1.290 PS leistende R-2000-7-Motoren, verstärkte Zelle, höhere Treibstoffzuladung und Umrüstbarkeit von Transport- in Passagierflugzeug; Höchstabfluggewicht 30.872 kg, 252 gebaut; 56 wurden als R5D-1 an die United States Navy abgegeben
MC-54A
als Krankentransporter umgebaute C-54A
C-54B
Version mit erhöhtem Treibstoffvorrat; Höchstabfluggewicht 33.142 kg, 220 gebaut
VC-54C
Umbau einer C-54A als Flugzeug des US-Präsidenten Franklin D. Roosevelt, Taufname: Sacred Cow
C-54D
C-54B mit 1.450 PS leistenden R-2000-11-Motoren, 380 gebaut, 22 von der Royal Air Force übernommene Flugzeuge wurden als Skymaster Mk I bezeichnet
AC-54D (EC-54D)
Umbau einiger C-54D mit speziellen Kommunikationseinrichtungen
JC-54D
Umbau von neun C-54D zur Bahnverfolgung von Flugkörpern
SC-54D (HC-54D Rescuemaster)
38 von Consolidated Vultee Aircraft Corporation als Search-and-Rescue-Flugzeuge umgebaute C-54D, ab 1962 als HC-54D bezeichnet
TC-54D
Umbau von C-54D zu Trainingsflugzeugen
VC-54D
als VIP-Transporter umgebaute C-54D
WC-54D
als Wettererkundungsflugzeuge umgebaute C-54D
C-54E
bessere Umrüstbarkeit von Transport- in Passagierflugzeug, 125 gebaut
AC-54E (EC-54E)
C-54E mit spezieller Kalibrierungseinrichtung, ab 1962 EC-54E
SC-54E
als Search-and-Rescue-Flugzeuge umgebaute C-54E, ab 1962 als HC-54E bezeichnet
VC-54E
als VIP-Transporter umgebaute C-54E
XC-54F
Version zum Absetzen von Fallschirmjägern, nicht gebaut
C-54G
C-54E mit 1.450 PS leistenden R-2000-9-Motoren, 162 gebaut
JC-54G
als Testflugzeuge umgebaute C-54G
SC-54G (HC-54G)
als Search-and-Rescue-Flugzeuge umgebaute C-54G, ab 1962 als HC-54G bezeichnet
VC-54G
als VIP-Transporter umgebaute C-54G
C-54GM
Variante der von Canadair als North Star produzierten Kombination aus der DC-4 und der Douglas DC-6; 24 gebaut, davon 20 neu
C-54H
Version zum Absetzen von Fallschirmjägern, nicht gebaut
C-54J
VIP-Transporter, nicht gebaut
XC-54K
Langstreckenversion mit Wright-R-1820-Motoren, eine umgebaut
C-54L
Umbau einer C-54A 1947 mit neuem Treibstoffsystem
C-54M
38 für die Berliner Luftbrücke als Kohletransporter umgebaute C-54E
MC-54M
30 als Krankentransporter umgebaute C-54E
VC-54N (R5D-1Z)
VIP-Transporter, Umbau aus C-54A (vor 1962 R5D-1)
C-54P (R5D-2)
30 an die U.S. Navy übergebene C-54B
VC-54P (R5D-2Z)
VIP-Transporter, Umbau aus C-54B (vor 1962 R5D-2)
C-54Q (R5D-3)
95 an die U.S. Navy übergebene C-54D
VC-54Q (R5D-3Z)
VIP-Transporter, Umbau aus C-54D (vor 1962 R5D-3)
C-54R (R5D-4)
20 an die U.S. Navy übergebene C-54E
C-54S (R5D-5)
auf den Standard der C-54G gebrachte R5D-2/-3
VC-54S (R5D-5Z)
VIP-Transporter, Umbau aus C-54S (vor 1962 R5D-5)
C-54T (R5D-6)
C-54J der U.S. Navy, nicht gebaut
EC-45U
zwei mit spezieller Elektronik ausgerüstete R5D-4 für die United States Coast Guard
RC-54V (R5D-3P)
Umbau von R5D-3 zu Aufklärungsflugzeugen
XC-112 (YC-112A)
C-54B mit Kabine mit Druckausgleich und Pratt & Whitney-R-2800-Motoren, Prototyp der DC-6, eine gebaut
XC-114
verlängerte C-54E mit Allison-V-1710-Motoren, eine gebaut
XC-115
XC-114 mit Packard-Merlin-V-1650-Motoren, nicht gebaut
YC-116
XC-114 mit spezieller Enteisungsanlage, eine gebaut

## Produktion für die USAAF
Die C-54 wurde von Douglas an zwei Standorten gebaut (Santa Monica und Chicago).
Abnahme der C-54 durch die USAAF:
| Standort     | Version | 1942 | 1943 | 1944 | 1945 | 1946 | SUMME |
| ------------ | ------- | ---- | ---- | ---- | ---- | ---- | ----- |
| Santa Monica | C-54    | 24   |      |      |      |      | 24    |
| Santa Monica | C-54A   | 2    | 46   | 29   |      |      | 77    |
| Chicago      | C-54A   |      | 9    | 108  |      |      | 117   |
| Santa Monica | R5D-1   |      | 17   | 2    |      |      | 19    |
| Chicago      | R5D-1   |      |      | 38   |      |      | 38    |
| Santa Monica | C-54B   |      |      | 86   | 3    |      | 89    |
| Chicago      | C-54B   |      |      | 70   | 30   |      | 100   |
| Santa Monica | R5D-2   |      |      | 11   |      |      | 89    |
| Chicago      | R5D-2   |      |      | 10   | 9    |      | 19    |
| Santa Monica | VC-54C  |      |      | 1    |      |      | 1     |
| Chicago      | C-54D   |      |      |      | 304  |      | 304   |
| Chicago      | R5D-3   |      |      |      | 76   |      | 76    |
| Santa Monica | C-54E   |      |      |      | 105  |      | 105   |
| Santa Monica | R5D-4   |      |      |      | 20   |      | 20    |
| Chicago      | XC-54F  |      |      | 1    |      |      | 1     |
| Santa Monica | C-54G   |      |      |      | 161  | 1    | 162   |
| SUMME        |         | 26   | 72   | 356  | 708  | 1    | 1.163 |

Von 46 C-54D wurden 38 in SC-54D zur Seenotrettung und 8 TC-54D für das Training umgebaut. Ein weiteres Seenotflugzeug SC-54G entstand aus einer C-54G. Aus C-54E wurden 27 zu C-54M konvertiert. In den 1960er-Jahren erfolgte der Umbau zu 15 VIP-Transportern (vier D, acht E, zwei G, eine M).

## Zwischenfälle
Vom Erstflug im Jahr 1942 bis Juli 2023 kam es, einschließlich militärischer Betreiber, zu 385 Totalverlusten dieses Flugzeugtyps (30,9 % der gebauten), wovon 322 auf Flugunfälle entfielen. Dabei kamen insgesamt 3588 Personen ums Leben.
Unfälle ziviler Betreiber sind im oben erwähnten Hauptartikel aufgeführt, auch wenn es sich um ursprünglich militärische Versionen handelt.

## Technische Daten
| Kenngröße              | Daten                                                                                                 |
| ---------------------- | --- |
| Spannweite:            | 35,81 m                                                                                               |
| Länge:                 | 28,74 m                                                                                               |
| Höhe:                  | 8,40 m                                                                                                |
| Flügelfläche:          | 135,4 m²                                                                                              |
| Rüstmasse:             | 19.310 kg                                                                                             |
| Startmasse:            | 33.110 kg                                                                                             |
| Triebwerk:             | vier luftgekühlte 14-Zylinder-Doppelsternmotoren Pratt & Whitney R-2000-25 mit je 1.450 PS (1.080 kW) |
| Höchstgeschwindigkeit: | 450 km/h                                                                                              |
| Reisegeschwindigkeit:  | 365 km/h                                                                                              |
| Steiggeschwindigkeit:  | 5,4 m/s                                                                                               |
| Reichweite:            | normal 2.200 km maximal 6.000 km                                                                      |
| Gipfelhöhe:            | 6.700 m                                                                                               |
| Besatzung:             | 4–5                                                                                                   |